# Белколь
Белко́ль (каз. Белкөл) — селище у складі Кизилорджинської міської адміністрації Кизилординської області Казахстану. Адміністративний центр Белкольської селищної адміністрації.
У радянські часи селище називалось Белкуль і мало статус смт.
Населення — 4655 осіб (2021; 2843 у 2009, 2717 у 1999, 979 у 1989).